# Comunidad de Trabajo de los Pirineos

Mapa topográfico de los Pirineos.

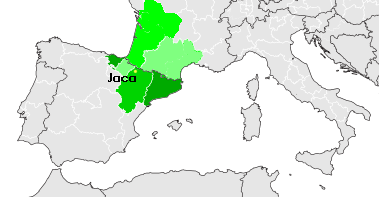
Mapa de la CTP

La Comunidad de Trabajo de los Pirineos (CTP) es un organismo interregional de cooperación transfronteriza, creado por iniciativa del Consejo de Europa en 1983. Su sede se encuentra en Jaca y que comprende el Principado de Andorra, las comunidades autónomas españolas de Aragón, Cataluña, País Vasco y Navarra y las regiones francesas de Nueva Aquitania y Occitania.
El principal objetivo de la CTP es contribuir al desarrollo de la zona de los Pirineos, teniendo en cuenta sus retos y preservando sus fortalezas. Además, busca favorecer los intercambios entre los territorios y los actores ubicados en el macizo pirenaico, tratar conjuntamente sus problemas y buscar soluciones comunes y poner en práctica acciones transfronterizas.
Desde 2005 es un consorcio y sus lenguas oficiales son el vasco, el catalán, el español, el francés y el occitano. El consorcio es, además, la autoridad de gestión del Programa Operativo de Cooperación Territorial España-Francia-Andorra (POCTEFA 2007-2013) y vuelve a ser autoridad de gestión del programa Interreg VA España-Francia-Andorra (POCTEFA 2014-2020), que programan fondos FEDER. 
Cada miembro de la CTP ejerce por turnos de dos años su presidencia, cuya función principal es la representación del consorcio. Cuenta igualmente con una Secretaría General, encargada de preparar las reuniones y realizar el seguimiento de la situación de la CTP; una Asamblea General, que se reúne una vez al año, y un Comité Ejecutivo.
La CTP creó también el Observatorio Pirenaico del Cambio Climático (OPCC) en 2010 con el objetivo de comprender mejor las consecuencias del cambio climático y reflexionar sobre cómo adaptarse a estos efectos.